# Willem Springer
Willem Springer (Amsterdam, 8 mei 1815 – aldaar, 7 maart 1907) was een Nederlands architect en bouwopzichter. Hij was van 1858 tot 1890 assistent-architect bij de Dienst der Publieke Werken van Amsterdam.

## Leven en werk
Springer kwam uit een oud Amsterdams geslacht van timmerlieden. Zijn overgrootvader Jan Springer was begin 18e eeuw meester-timmerman en lid van het Amsterdamse gilde van timmerlieden, zijn grootvader, eveneens Jan geheten, werd in 1768 lid van het gilde, en zijn vader Willem (1778-1857), vestigde zich na de afschaffing van de gilden als zelfstandig timmerman en aannemer. Springer was de broer van de architect Hendrik Springer (1805-1867) en de bekende kunstschilder Cornelis Springer (1817-1891).
Op 1 augustus 1838 werd Springer op 23-jarige leeftijd, aangesteld als opzichter bij de pakhuizen, die de stad voor de Rijnvaart aan de zuidzijde van het Entrepotdok liet bouwen. Deze functie bleef hij tot 1 augustus 1840 uitoefenen. Op 9 september 1841 tot de voltooiing in 1845 was hij, samen met Abraham Nicolaas Godefroy en de latere stadsarchitect Bastiaan de Greef Janszoon, opzichter bij de bouw van de Beurs van Zocher. Later, bij de inpoldering van de Anna Paulownapolder was hij tijdelijk opnieuw als opzichter in dienst van de Waterstaat. Deze functie ruilde hij in 1858 voor die van assistent van stadsarchitect De Greef bij de Dienst der Publieke Werken van Amsterdam, als opvolger van Frederik Willem van Gendt. Hier bleef hij tot 1890 werkzaam.

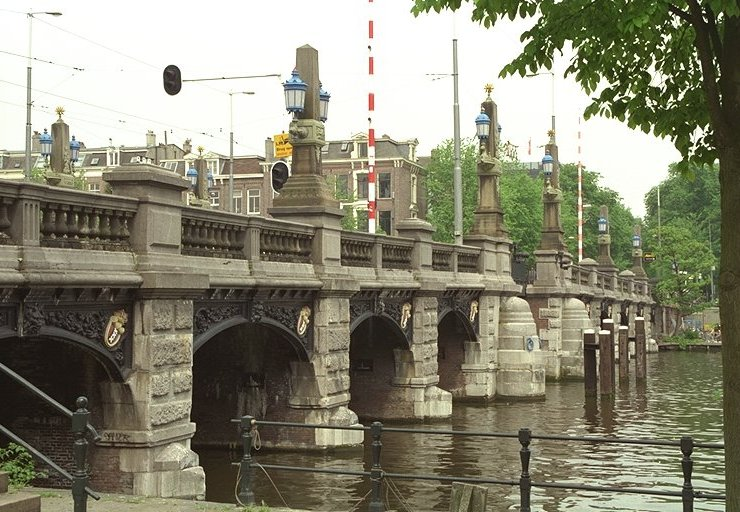
Brug nr. 246, de Hogesluis over de Amstel.

Aanvankelijk kreeg de Dienst weinig opdrachten van de stad. De enige werken van betekenis uit de jaren 1860 zijn de Vismarkt (aan de Nieuwmarkt) en de Halvemaansbrug. Hier kwam omstreeks 1870 verandering in; onder burgemeester Den Tex werden veel scholen voor Lager en Hoger Onderwijs, enkele politiebureaus en vooral veel bruggen gebouwd.
Het is moeilijk te zeggen welke gebouwen Springer in de periode dat hij voor de DPW werkte precies heeft ontworpen. Springer schijnt zich daarover ook niet druk gemaakt te hebben; hij zag zichzelf eerder als bouwkundig ambtenaar dan als kunstenaar. Wel is bekend dat hij, samen met zijn zoon Jan Springer, de hand had in de in 'Oud-Hollandsche' stijl ontworpen Kweekschool voor de Zeevaart aan de Prins Hendrikkade, dat tegenwicht moest bieden aan de neogotische Cuypers-invasie, waaraan de stad vanaf 1875 werd blootgesteld. Willem Springer was ook de architect van de nieuwbouw van brug nr. 246, de Hogesluis over de Amstel in 1883.
Behalve zoon Jan waren ook Springers andere twee zoons, Pieter Springer en Bernard Springer, architect. 